# Хюслер, Марк-Андреа
Марк-Андреа Хюслер (нем. Marc-Andrea Hüsler; род. 24 июня 1996, Цюрих) — швейцарский теннисист. Победитель двух турниров ATP (1 — в одиночном разряде); и победитель десяти турниров ATP Challenger (6 — в одиночном разряде).
С 2018 года Хюслер представляет Швейцарию на Кубке Дэвиса, где его рекорд W/L: 10—10.

## Общая информация
Родился 24 июня 1996 года в Цюрихе, в кантоне Цюрих, в Швейцарии.

## Спортивная карьера
В 2017—2024 годах стал победителем шести турниров ATP серии «челленджер» и двух турниров ITF серии «фьючерс» в одиночном разряде.
И в 2017—2021 годах стал победителем ещё четырёх турнира ATP серии «челленджер» и семи турниров ITF серии «фьючерс» в парном разряде.

### 2021—2022
В конце июля 2021 года вместе с соотечественником Домиником Штрикером стал победителем парного турнира категории ATP 250 Suisse Open Gstaad в Гштаде (Швейцария), где они в финале победили польскую пару Ян Зелиньский и Шимон Вальков со счётом 6-1, 7-6(7).
В начале октября 2022 года стал победителем одиночного турнира категории ATP 250 Чемпионата Софии в Софии (Болгария), где он в финале победил датчанина Хольгера Руне со счётом 6-4, 7-6(8).

### 2023
В начале июля 2023 года участвовал в одиночном разряде Уимблдонского турнира, где он в первом круге за пять сетов проиграл японцу Ёсукэ Ватануки со счётом 7-6(5), 7-5, 6-7(5), 6-7(3), 3-6.
В конце августа 2023 года участвовал в одиночном разряде Открытого чемпионата США, где он в первом круге за пять сетов проиграл поляку Хуберту Хуркачу со счётом 6-4, 7-5, 6-7(0), 3-6, 1-6.